# Campionati cechi di ski cross 2007
I Campionati cechi di ski cross 2007 si sono svolti a Horni Misecky il 7 aprile. Il programma ha incluso sia la gara femminile che la gara maschile. 
Trattandosi di competizioni valide anche ai fini del punteggio FIS, vi hanno partecipato anche sciatori di altre federazioni, senza che questo consentisse loro di concorrere al titolo nazionale austriaca.

## Risultati

### Uomini
| Pos. | Atleta        | Nazione   |
| ---- | ------------- | --------- |
| 1    | Thomas Kraus  | Rep. Ceca |
| 2    | Stanley Hayer | Rep. Ceca |
| 3    | Zdeněk Šafář  | Rep. Ceca |
| 4    | Jan Soukup    | Rep. Ceca |

### Donne
| Pos. | Atleta              | Nazione   |
| ---- | ------------------- | --------- |
| 1    | Karolina Riemen     | Polonia   |
| 2    | Dagmara Krzyzynska  | Polonia   |
| 3    | Barbora Procházková | Rep. Ceca |
| 4    | Lucie Baierová      | Australia |
| 5    | Jitka Švirková      | Austria   |